# Marita O'Leary
María Martina O'Leary Ramírez más conocida como Marita O'Leary (San José, 1887 - 1955) fue una pianista, profesora y feminista costarricense. Hija de Mercedes Ramírez Castro y Jeremiah O'Leary, inmigrante estadounidense que laboró como médico de la United Fruit Company. Su hermana Mercedes también fue pianista y compositora, miembro del Ateneo Costa Rica, y quien participó en el primer Young People's Concert (enlace roto disponible en Internet Archive; véase el historial, la primera versión y la última). del Carnegie Hall, el 30 de diciembre de 1891. Marita se casó con el poeta y dibujante Enrique Hine Saborío. La pareja tuvo tres hijos: Vernon (quien también fue pianista), Enrique y Norman. Su nieto Vernón Hine Zeledón sería también un prolífico pianista. O'Leary murió el 26 de junio de 1955.
Marita y su hermana aprendieron a tocar piano desde muy pequeñas, siendo fuertemente disciplinadas por su padre y estudiando el instrumento cinco horas diarias. Marita posteriormente se especializó estudiando este instrumento en Nueva York, Estados Unidos. Como profesora, tuvo entre sus alumnas a Ester Venegas Zeledón, quien adaptó la letra del himno nacional de Costa Rica a partir de la escrita previamente por su esposo, José María Zeledón Brenes.

## Sus contribuciones
Fue parte de la "Sociedad Musical de Costa Rica (1911), de la Asociación de Cultura Musical (1934-1946) donde junto a César Nieto organizó el Orfeón de la Asociación" . Fue miembro del Jurado del Concurso de Música Nacional en 1929, junto a los compositores Alvise Castegnaro y César Nieto.
Además fue fundadora de la Liga Feminista Costarricense y organizadora de concurridas tertulias musicales en su casa